# Польська Військова Жандармерія
Військова жандармерія (пол. Żandarmeria Wojskowa, скорочено ŻW) — військова поліція, створена в 1990 році в Польщі як спеціалізована служба Збройних сил Польщі.
Точну роль жандармерії історично було важко визначити, оскільки після падіння комунізму відбулися деякі та зміни. До скасування призову в 2009 році ZW в основному займався призовом польських збройних сил і переслідуванням тих, хто ухилявся, однак після цього підрозділ повернувся до традиційної військової поліції з перервою в їх громадській ролі та розгортанні протягом 10 років із спеціальним розгортанням за бажанням уряду. Однак після коронавірусу ZW набув дедалі більшої публічної ролі в суспільстві, а офіцери стали щоденним явищем для більшості міських жителів.
Крім того, у 2021 році жандармерія була виведена з повноцінного підрозділу Збройних сил Польщі, натомість класифікована як «інший» підрозділ разом з Інспекцією підтримки збройних сил (підрозділ матеріально-технічного забезпечення), Варшавським гарнізоном (різні представницькі та церемоніальні обов’язки в столиці), а також Оперативне командування та Генеральний штаб, які є головними органами прийняття рішень у ланцюзі командування. Станом на 2022 рік підрозділ також має кримінальне управління, яке виконує функції підрозділу збору розвідданих для цілей кібербезпеки.

## Історія
Військова жандармерія Польщі — це військова поліція, яка веде свою історію від військової внутрішньої служби (Wojskowa Służba Wewnętrzna) часів Другої світової війни (Wojskowa Służba Ochrony Powstania), військової поліції міжвоєнних часів у Другій Речі Посполитій, утворення Січнево-Листопадового повстання.
Сучасна польська військова жандармерія була створена 1 вересня 1990 року на підставі наказу № Pf-42 / Org. Міністра національної оборони від 18 квітня 1990 р. та наказ № 062 / Org. начальника Генерального штабу Війська Польського від 15 червня 1990 р. При цьому формуванні структура була наступною:
- Штаб Військової поліції у Варшаві
- Командування військової поліції:
- Варшавський військовий округ
- Поморський військовий округ
- Сілезький військовий округ

Крім того, було створено наступні відділи військової жандармерії: Варшава, Краків, Бидгощ, Щецин, Вроцлав і Познань, а також Навчальний центр військової жандармерії в Мінську-Мазовецькому.
У серпні 2001 року Сейм (нижня палата парламенту Польщі) ухвалив Закон про Військову жандармерію та інші правоохоронні органи, який визначає завдання та повноваження Військової жандармерії.
У 2007 році Військова жандармерія отримала статус партнера Європейських сил жандармерії, а з 2015 року стала повноправним членом.

## Функції
У жовтні 2020 року Військовій жандармерії було наказано допомагати цивільній поліції в «охороні безпеки та громадського порядку», починаючи з 28 жовтня 2020 року. Наказ було видано в контексті пандемії COVID-19 у Польщі. З початку пандемії ZW бере на себе дедалі більш публічну та всепоглинаючу роль у поліцейській діяльності суспільства, часто доповнюючи або повністю замінюючи традиційні ролі національної поліції.
Серед інших помітних змін у ролі та подій за останні два роки, ZW взяло на себе всі обов’язки з патрулювання автомагістралей і національних доріг для перевірки вантажів великих вантажівок та їх придатності до експлуатації, і вперше повноваження щодо арешту були розширені до ZW, коли робота з водіями вантажівок, які перевозять незареєстровану зброю, наркотики або нелегальних іммігрантів, які потрапляють за межі зон юрисдикції прикордонних сил.
У міських районах місцеві підрозділи ZW були позначені, щоб підсилити місцеву поліцію у здійсненні пішохідного патрулювання та штрафуванні водіїв, які не дотримуються законів про пріоритет пішоходів. Також здається, що ZW почав збільшувати кількість поліцейських і пожежних служб у пошукових операціях – обладнання та персонал ZW почали розгортатися для пошуку зниклих безвісти. У минулому підрозділи ZW регулярно розгорталися з цією метою для пошуку дезертирів і тих, хто ухилявся від призову, і в цій сфері мають великий досвід.
Однак найбільш помітним для громадськості є розширення використання підрозділів ZW для охорони громадських заходів та зібрань. Підрозділи ZW дедалі частіше розгортаються, щоб доповнити або замінити роль національної поліції у нагляді за громадськими заходами, зібраннями та спортивними подіями. Примітно, однак, що вони були виключені з протестів (від яких їм заборонено конституцією) та охорони VIP/уряду (проте, на відміну від інших сил жандармерії в Іспанії та Франції, у Польщі цю роль виконує SOP).

## Структура
ŻW організовано наступним чином:
- Головний Штаб
- 3 sспеціальні загони
- 10 підрозділів
- 2 департаменти
- 45 регіональних відділень

### Командування
Поточним керівником є: gen. dyw. Tomasz Połuch.
Дані керівники займали посаду у наступні роки:
- gen. bryg. (Brigadier General) Jerzy Jarosz (1 IX 1990 – 20 II 1992)
- Płk dypl. (Certified Officer) Henryk Piątkowski (11 III 1992 – 1 IV 1993)
- gen. bryg. (Brigadier General) Alfons Kupis (1 IV 1993 – 24 VII 2000)
- gen. dyw. (Divisional General) Jerzy Słowiński (1 VIII 2000 – 30 VII 2003)
- gen. dyw. (Divisional General) Bogusław Pacek (31 VII 2003 – 3 X 2006)
- gen. dyw. (Divisional General) Jan Żukowski (3 X 2006 – 1 I 2008)
- gen. bryg. (Brigadier General) Marek Witczak (2 I 2008 – 17 XII 2010)
- gen. bryg. (Brigadier General) Mirosław Rozmus (17 XII 2010 - 11 VI 2015)
- gen. bryg. (Brigadier General) Piotr Nidecki (12 VI 2015 - 24 XII 2015)
- gen. bryg. (Brigadier General) Tomasz Połuch (24 XII 2015 -)